# Bjerge Herred

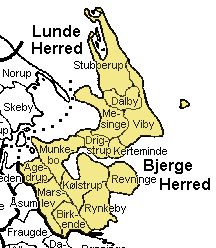
Bjerge Herred

Bjerge Herred was een herred in het voormalige Odense Amt in Denemarken. In Kong Valdemars Jordebog wordt de herred vermeld als Byærghæreth. Bjerge ligt in het noordoosten van Funen. Bij de bestuurlijke reorganisatie in 1970 werd het deel van de nieuwe provincie Funen.

## Parochies
Bjerge omvatte in 12 parochies. Daarnaast lag de  stad Kerteminde binnen de herred. Alle parochies zijn deel van het bisdom Funen.
- Agedrup
- Birkende
- Dalby
- Drigstrup
- Kerteminde
- Kølstrup
- Marslev
- Mesinge
- Munkebo
- Revninge
- Rynkeby
- Stubberup
- Viby